# Otto Julius Maier
Otto Julius Maier (* 6. Oktober 1930 in Waldsee) ist ein ehemaliger deutscher Verleger und IHK-Funktionär. Unter seiner Leitung entwickelte sich der 1883 gegründete Ravensburger Otto Maier Verlag zum international aktiven, in vielen Segmenten marktführenden Spielekonzern Ravensburger AG.

## Vorfahren
Otto Julius Maier ist ein Spross der seit mehreren Generationen in Ravensburg ansässigen Buchhändler-, Drucker- und Verlegerfamilie Maier. Sein Urgroßvater Carl Maier (1819–1867) war 1845 in die Stadt gezogen, hatte die Buchhandlung Dorn übernommen und die katholisch-konservative Lokalzeitung Oberschwäbischer Anzeiger gegründet.  Sein Großvater, der Buchhändler Otto Robert Maier (1852–1925), hatte als Ableger der Buchhandlung 1883 den Buch- und Spiele-Verlag Otto Maier gegründet. Der Zeitungsverlag und die Dornsche Buchhandlung wurden später an den Bruder von Carl Maiers Witwe, Eugen Ulmer, verkauft. Otto Roberts ältester Sohn Otto Maier (1891–1952), Otto Julius Maiers Vater, hatte den Verlag durch die Weimarer Republik und die nationalsozialistische Zeit fortgeführt.

## Biografie
Nach dem Besuch des Ravensburger Spohn-Gymnasiums machte Otto Julius Maier von 1948 bis 1950 im elterlichen Unternehmen eine Lehre zum Verlagsbuchhändler, anschließend sammelte er praktische Erfahrungen bei Buchhandlungen, Verlagen und Spielzeugfirmen in Deutschland, der Schweiz und Frankreich.
Als der Vater 1952 überraschend starb, übernahm er im Alter von 21 Jahren, später zusammen mit seiner Cousine Dorothee Hess-Maier, die Leitung des Verlags, der damals 90 Mitarbeiter hatte. Nach schwierigen Anfängen kam der Erfolg vor allem durch die Herausgabe von Spielen wie dem inzwischen als Klassiker geltenden Memory (1959) oder Malefiz (1960). Ab 1963 war Maier persönlich haftender Gesellschafter des Unternehmens. Unter ihm wurde die Firma 1981 zur GmbH, 1988 in eine (weiter voll in Familienbesitz befindliche) Aktiengesellschaft umgewandelt, mit ihm als Vorstandsvorsitzendem. Im Jahr 1995, das Unternehmen zählte inzwischen 1500 Mitarbeiter und erzielte fast 390 Millionen Mark Umsatz, gab er die operative Führung ab und wechselte in den Vorsitz des Aufsichtsrats der Ravensburger AG, den er bis 22. Juli 2005 innehatte. Danach war Otto Julius Maier einfaches Mitglied des Gremiums, bevor er sich am 25. Juli 2008 ganz aus der Führung des Unternehmens zurückzog und auf die Rolle als Gesellschafter der AG und Geschäftsführer der Ravensburger Holding GmbH & Co. KG beschränkte.
Rund vier Jahrzehnte war Maier außerdem Mitglied im Aufsichtsrat der Nürnberger Spielwarenmesse und 15 Jahre lang, von 1983 bis 1998, Präsident der Industrie- und Handelskammer Bodensee-Oberschwaben.

## Ehrungen (Auswahl)
- 1988: Verdienstmedaille des Landes Baden-Württemberg[6]
- seit 1998: Ehrenpräsident der IHK Bodensee-Oberschwaben
- 1998: Großer Verdienstorden der Bundesrepublik Deutschland
- 2001: Ehrenmedaille der Stadt Ravensburg[7]
- Ehrenbürger der Hochschule Ravensburg-Weingarten[8]